# Задуха (роман)
«Заду́ха» (2001) — роман американського письменника Чака Поланіка.

## Зміст
Задуха розповідає про кілька місяців з життя Віктора Мансіні і його друга Денні (з частими зверненнями до спогадів про дитинство Віктора). Віктор ріс у приймах. Його матір позбавили материнських прав на дитину. Кілька разів мати викрадала Віктора від прийомних батьків. Їх одразу ловили, і дитина знову переходила під опіку організації з прав дитини.
У час, який описує книга, Віктор є чоловіком приблизно 25 років, який закінчив медичну школу, щоб підтримувати його матір, яка перебуває в будинку для людей похилого віку. Він не може надавати матері допомогу, яку вона має в будинку, тож стає прикидатися, щоб заробити грошей. Його акторство полягає у тому, що він ходить до ресторанів, де посеред обіду зумисно давиться їжею. Коли хтось підходить допомогти (здійснює маневр Хеймліха), Віктор випльовує їжу і дякує за порятунок його життя. Потім він розповідає про матір і свою неспроможність оплачувати її чеки. Люди стають такими жалісливими до нього, що дають йому гроші, надсилають йому листи і листівки із питаннями про здоров'я матері, і навіть продовжують слати йому гроші.
Поки Віктор був ще дитиною, мати розповіла йому про численні теорії змови і незрозумілі події зі світу медицини, що стурбувало і налякало його Через його численні переїзди з одного будинку опікунів до іншого Віктор не вміє підтримувати міцні стосунки з жінками. Тому Віктор отримує сексуальне задоволення від жінок з груп підтримки статевого потягу.

## Видання
- ISBN 0-385-50156-0 (Тверда обкладинка; Нью-Йорк: вид. Doubleday, 2001)
- ISBN 1-58945-971-7 (e-book, 2001)
- ISBN 0-385-72092-0 (м'яка обкладинка; Нью-Йорк: вид. Anchor, 2002)
- ISBN 978-966-03-5611-5 (видання українською мовою, вид. Фоліо, 2011)

## Виноски
1. ↑  Поланік, Чак (11 червня 2002). Задуха. Anchor. ISBN 0-385-72092-0.